# Réforme 100 % santé
La réforme 100 % santé est une loi déployée en France à partir de 2019 visant à garantir l'accès aux soins optiques, dentaires et auditifs sans aucuns frais. Pour en bénéficier, il est nécessaire d'avoir une couverture santé responsable ou la Complémentaire santé solidaire (C2S). Environ 95 % des contrats proposés par les organismes complémentaires sont éligibles à cette réforme. Cette initiative permet ainsi d'accéder à des soins de qualité tout en allégeant le coût pour les patients. Attention tout de même pour les bénéficiaires de la C2S, quelques subtilités existent dans l'application du 100% santé.

## Historique
Au cours de la campagne pour l'élection présidentielle française de 2017, l'ensemble des candidats ont fait la promesse de rendre accessible à tous les Français les soins médicaux de première nécessité.
L'une des propositions du programme présidentiel d'Emmanuel Macron était de faciliter l'accès aux soins, plus particulièrement dans les domaines de l'optique, du dentaire et de l'audioprothèse. L'objectif étant de répondre aux besoins de santé nécessaires : bien voir, bien entendre et soigner son hygiène bucco-dentaire. L'ensemble de ces soins identifiés seront proposés sous forme de panier et pris en charge à 100 % par la Sécurité Sociale et les complémentaires santé.
En effet, des études ont démontré qu'une partie de la population française renonçait à certains soins médicaux par manque de moyens financiers. Le but annoncé par le Gouvernement étant de permettre à l'ensemble des français d'accéder à ces soins sans aucun reste à charge pour eux.
Les secteurs du dentaire, de l'optique et de l'audition ont été choisis car, sur ce type d'actes, de fortes disparités de reste à charge ont été constatées. En effet, sur l'ensemble des postes de soins, le reste à charge de l'assuré est estimé à environ 8 % après remboursement de l'assurance maladie et des complémentaires santé. Cependant, celui-ci varie fortement selon les actes : 23 % des soins en dentaire, 24 % en optique, 56 % pour des soins auditifs.

## Principes de la réforme

### Dans le secteur du dentaire
Dans le domaine des soins dentaires, la réforme du 100 % santé va se mettre en place en plusieurs étapes. La composition du panier de soins avec reste à charge zéro devrait s'étoffer progressivement pour contenir : 11 actes prothétiques en 2019, 14 en 2020, 47 en 2021.
À partir de 2020, les complémentaires santé auront l'obligation de prendre en charge l'intégralité des frais des soins faisant partie du panier zéro reste à charge. En 2021, un deuxième panier de soins verra le jour avec un reste à charge modéré. Celui-ci sera composé de 7 actes à sa création, d'autres seront ajoutés progressivement pour atteindre 57 en 2022. Les tarifs de ces actes seront plafonnés mais les complémentaires santé pourront fixer librement leurs niveaux de prise en charge.
Une offre de soins en tarifs libres sera toujours disponible. Ceux-ci seront également couverts par les complémentaires mais le reste à charge de l'assuré sera fonction de ses niveaux de garanties.
Selon les études réalisées le panier de soins en reste à charge zéro représentera environ 46 % des actes prothétiques en 2022, les soins en tarifs libres 29 % et ceux du reste à charge modéré 25 %.

### Dans le secteur de l'optique
Le marché de l'optique est celui où la réforme 100 % santé devrait s'appliquer le plus rapidement. En effet, dès 2020, les assurés auront le choix entre un équipement optique sans aucun reste à charge et un autre en tarifs libres.
Prenons l'exemple d'une paire de lunettes faisant partie du panier de soins sans reste à charge. Ce panier donnera accès à 17 modèles de montures différentes au prix de 30€. Pour ce qui est des verres, leurs prix limites de vente varieront en fonction de la correction. Sur le prix total de ces lunettes, la Sécurité Sociale prendra en charge 18 % de la dépense et les complémentaires santé 82 %.
Pour les personnes qui choisiront de se tourner vers les équipements à tarifs libres, le mode de fonctionnement reste sensiblement identique à aujourd'hui. D'après différentes études, les offres en tarifs libres devraient représenter environ 80 % des dépenses alors que celles en reste à charge zéro concerneront 20 % des équipements.

### Dans le secteur de l'audition
Dans le domaine de l'audioprothèse, la réforme 100 % santé va se mettre en place progressivement jusqu'en 2021. À partir de 2019, les assurés auront le choix entre deux formules : des équipements sans reste à charge et d'autres en tarifs libres.
Les négociations entre le gouvernement et les professionnels de santé du secteur sont toujours en cours autour de deux axes : établir un prix limite de vente des appareils auditifs et augmenter la prise en charge de la Sécurité Sociale. À partir de 2021, les complémentaires santé seront obligées de couvrir la différence entre le prix limite de vente et le régime obligatoire.
Pour les équipements auditifs à tarifs libres, la hausse des remboursements de la Sécurité Sociale bénéficiera à tous et en complément, les complémentaires santé seront libres de choisir leur taux de remboursement avec un maximum de 1 460 €.
Étant donné les coûts élevés de ce type d'appareillages, les estimations indiquent que les équipements sans reste à charge devraient être choisis par 80 % des français environ.

## Calendrier de la réforme 100% santé
En janvier 2018, Agnès Buzyn, ministre des Solidarités et de la Santé, a reçu les principaux acteurs des 3 secteurs (optique, dentaire, audition) pour leur présenter le calendrier de la réforme 100 % santé. Voici un rappel des étapes de la réforme :

### En 2019
Dans les secteurs de l'audition et du dentaire, les tarifs des paniers « reste à charge zéro » seront plafonnés. Le reste à charge sur les appareils auditifs diminuera d'environ 200€ et le remboursement des aides auditives augmentera de 100€ (Sécurité sociale + complémentaire santé).

### En 2020
En audition, le reste à charge des assurés diminuera de 250€ en moyenne grâce à un remboursement « Sécurité sociale + complémentaire » augmenté de 50€ et un plafond de tarifs diminué de 200 €. En dentaire la majorité du plan 100 % santé sera déployé. En optique le 100 % santé sera garanti.

### En 2021
En 2021, la réforme 100 % santé devrait être pleinement déployée sur les 3 secteurs de l'optique, du dentaire et de l'audition.

## Contenu du panier de soins 100% santé

### En dentaire
En dentaire, une distinction est faite en fonction de la localisation de la dent.
Sont incluses dans le panier 100 % santé les prothèses céramique monolithique et céramo-métalliques sur les dents visibles (incisives, canines et 1re prémolaire), les couronnes céramique monolithique zircones sur les incisives et canines, les couronnes métalliques quelle que soit la localisation de la dent.
Les bridges céramo-métalliques (incisives et canines), les bridges full zircon et métalliques toute localisation et les prothèses amovibles à base résine. Les inlays core et couronnes transitoires en font également partie.

### En optique
Voici la composition du panier de soins 100 % santé en optique : 17 modèles de montures pour adultes et 10 pour enfants à un prix maximum de 30 €, des verres traitants l'ensemble des déficiences visuelles, des traitements spécifiques comme l'amincissement, le durcissement et l'antireflet.

### En audition
Tous les types d'appareils sont concernés par le reste à charge zéro : contour d’oreille (microphone et écouteur situés à l'arrière du pavillon), à écouteur déporté (écouteur intra-auriculaire et microphone à l'arrière du pavillon), intra-auriculaire (microphone et écouteur dans la conque ou le conduit auditif),,.

#### Des appareils auditifs répartis en deux catégories: classe 1 et classe 2
Les aides auditives sont classées en deux groupes (classe 1 et classe 2), selon leurs caractéristiques techniques. La classification des appareils dans l'une ou l'autre catégorie dépend du nombre d'options qu'elle possède, selon une liste d'options définie avec les fabricants. Les appareils de classe 1 ont un prix plafond et seront intégralement remboursés dans le cadre du plan 100 % santé. Les appareils de classe 2 ont un prix libre.
Un appareil de classe 1 doit comporter au moins trois options de la liste A, un appareil de classe 2 doit réunir six options de la liste A et une option de la liste B :
| Classe 1                | Classe 2                                       |
| ----------------------- | ---------------------------------------------- |
| 3 options de la liste A | 6 options de la liste A 1 option de la liste B |

| Liste A | Liste B |
| --- | --- |
| - réducteur de bruit du vent - synchronisation binaurale - système anti-acouphène - connectivité sans fil - fonction apprentissage de sonie - réducteur de réverbération - directivité microphonique adaptative - bande passante élargie ≥ 6 000 Hz | - bande passante élargie ≥ 10 000 Hz - au moins 20 canaux de réglages - réducteur de bruit impulsionnel - batterie rechargeable |

#### Des services associés
Les professionnels de l'audition proposeront 4 ans de garantie et des audioprothèses équipées de 12 canaux de réglages au minimum.
Dans ces 3 secteurs d'autres types de soins hors panier 100 % santé seront toujours proposés afin de laisser le choix aux assurés de s'équiper librement.

## Financement de la réforme
Chaque secteur va être concerné par les impacts économiques de la réforme 100 % santé. De nombreux organismes ont tenté d'évaluer ceux-ci et voici quelques-uns des principaux enseignements.

### En dentaire
Les complémentaires santé devraient supporter environ 266 millions d'euros de dépenses en plus d'ici 2023. La hausse de la base de remboursement de la Sécurité sociale, et donc du remboursement des complémentaires va engendrer 110 millions d'euros de prise en charge en plus. Dans le même temps, l'augmentation des remboursements des complémentaires sur les couronnes céramo-métalliques engendrera 156 millions d'euros de frais supplémentaires.

#### Réaction de la profession
Certains chirurgiens dentistes se montrent particulièrement critiques au regard de cette réforme : selon Patrick Solera président de la Fédération des syndicats dentaires libéraux (FSDL) « Le métal n'a rien à faire dans une bouche en 2018. Et je doute que les patients apprécient ».

### En optique
70 millions d'euros de frais supplémentaires devraient être pris en charge par les complémentaires santé d'ici 2020. Cela s'explique notamment par le désengagement de la Sécurité sociale sur le panier libre. Celle-ci remboursera moins de 0,15€ en 2020 sur les équipements contre 15 € en 2018.

#### Réaction de la profession
La réforme du reste à charge zéro pourrait générer des économies massives pour les assureurs complémentaires[Comment ?], selon une étude d'un syndicat d'opticiens.

### En audition
C'est le secteur dans lequel l'impact financier devrait être le plus fort. D'ici 2021, les complémentaires santé devront prendre en charge environ 647 millions d'euros supplémentaires. Cela s'explique par un des objectifs de la réforme 100 % santé qui est d'atteindre un taux d'équipement de 1 personne malentendante appareillée sur 2, soit 450 000 individus en plus.